# 도요쿠니 신사 (교토시)

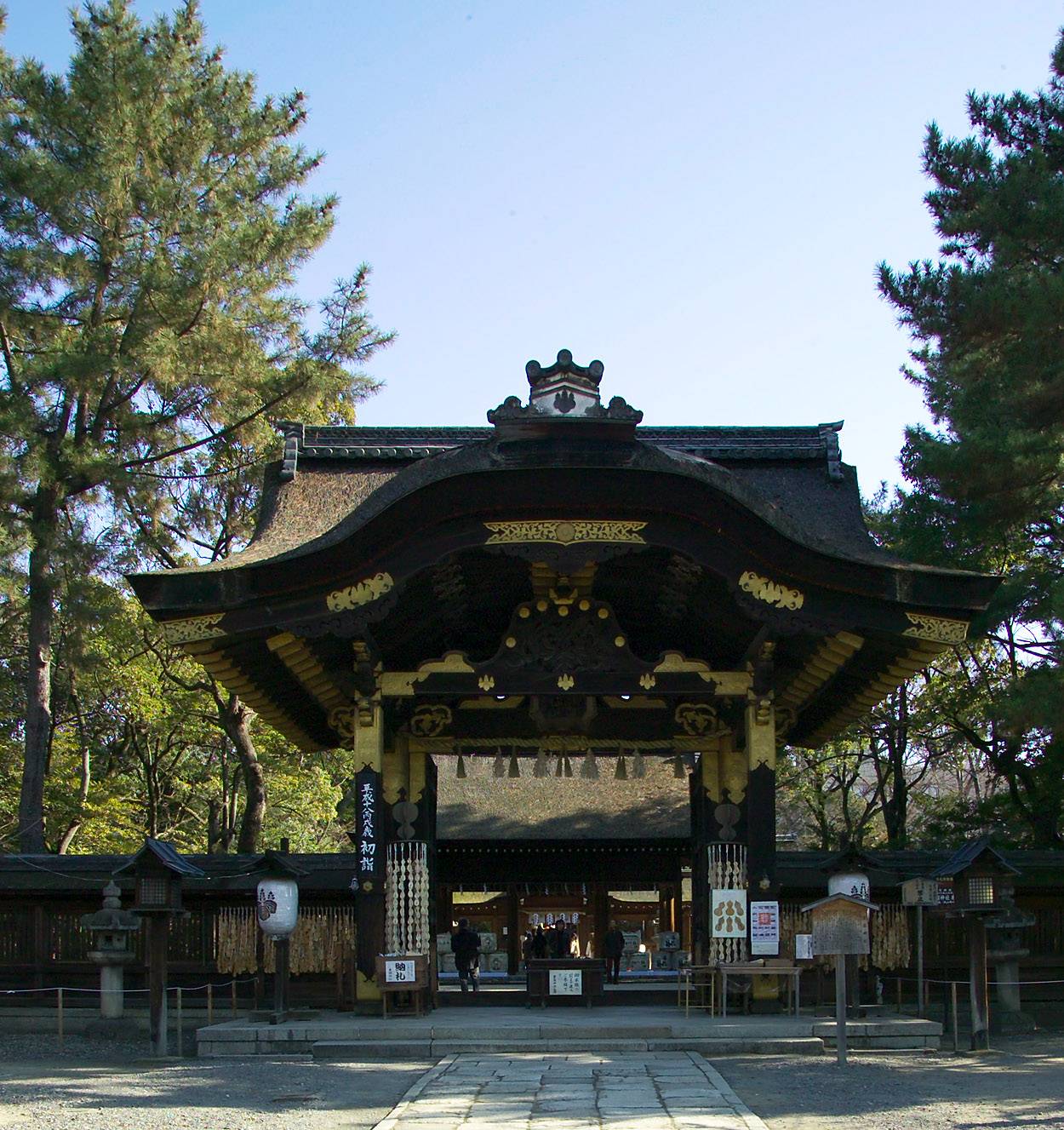
가라 문

도요쿠니 신사(일본어: 豊国神社)는 교토부 교토시 히가시야마구에 있는 신사로 도요토미 히데요시를 신으로 모시고 있다.

## 역사
도요토미 히데요시 사후, 1599년 시신을 유언에 따라 호코지(方広寺)에 가까운 아미다 산정에 매장한다. 그 기슭에 도요쿠니 신사를 창건한다. 히데요시는 고요제이 천황으로부터 정1위의 신위와 호코쿠 다이묘진(豊国大明神/풍국대명신)이라는 신호를 받아 신으로 모셔지게 된다. 그러나, 1615년 오사카 전투를 끝으로 도요토미 가문은 멸문되었고, 에도 막부로부터 신호가 폐지되었으며, 신사가 소유한 땅은 몰수 되었다. 이에 신위는 신히요시 신궁으로 은밀히 이전되어 모셔졌다.
1868년 메이지 천황의 오사카 행행 때, 도요토미 히데요시가 정권을 장악했으면서도 막부를 열지 않은 점을 들어 임금을 받들 줄 아는 공신으로 추켜세워 신사를 재건했다. 1873년 관사로 승격되어 국가에서 관리하였다. 1880년 호코지 대불전터였던 현재의 땅에 신사 건물이 완공되어 신위가 옮겨졌다.

## 문화재
국보
- 가라 문

중요문화재
- 紙本着色豊国祭図　六曲屏風一双　狩野内膳筆
- 黄地菊桐文付紗綾胴服
- 唐櫃　3点（桐唐草蒔絵、桐鳳凰蒔絵、桐薄蒔絵）
- 鉄燈篭
- 薙刀直シ刀　無銘　伝粟田口吉光（骨喰）

## 같이 보기
- 도요쿠니 신사, 호코쿠 신사
- 고다이인
- 본슌